# Arnače
Arnače (pronuncia ˈaːɾnatʃɛ) è un insediamento (naselje) di 54 abitanti, della municipalità di Velenje nella regione statistica della Savinjska in Slovenia.